# Olavo Viana Moog
Olavo Viana Moog (São Leopoldo, 5 de dezembro de 1912 - Rio de Janeiro, 26 de janeiro de 1989) foi um militar brasileiro.
Foi secretário de Segurança Pública do estado de São Paulo entre 29 de agosto de 1969 e 19 de março de 1970. Tornou-se conhecido por dirigir as operações de combate à guerrilha do Araguaia, no início da década de 1970, enquanto general e Comandante Militar do Planalto (CMP) e a 11ª Região Militar do Exército Brasileiro.

## Biografia
Olavo Viana Moog nasceu em São Leopoldo no dia 5 de dezembro de 1912, filho de Marcos Moog e de Maria da Glória Viana Moog. Seu irmão Clodomir Viana Moog, também militar, destacou-se como político e escritor e ingressou na Academia Brasileira de Letras.
Sentou praça em abril de 1931 na Escola Militar do Realengo, no Rio de Janeiro, então Distrito Federal, de onde saiu aspirante-a-oficial da arma de infantaria em janeiro de 1934. Promovido a segundo-tenente em agosto do mesmo ano, em setembro de 1936 chegou ao posto de primeiro-tenente e, em dezembro de 1945, ao de capitão. Promovido a major em setembro de 1950, recebeu a patente de tenente-coronel em junho de 1954. Em junho de 1957 passou a servir na 6ª Divisão de Infantaria. Em agosto de 1960 alcançou o posto de coronel e, em novembro de 1967, chegou a general-de-brigada.
Ao longo de sua carreira fez os cursos da Escola de Aperfeiçoamento de Oficiais, da Escola de Estado-Maior, além do Command and General Staff Officer Course no The Army Command and General Staff College, nos Estados Unidos. Foi instrutor da Escola de Educação Física do Exército.
No período de 7 de maio a 25 de agosto de 1969, comandou a Escola de Aperfeiçoamento de Oficiais, no Rio de Janeiro.
Em agosto de 1969, em período de forte repressão aos movimentos esquerdistas em São Paulo, foi nomeado secretário de Segurança Pública do governador Abreu Sodré, em substituição a Heli Lopes Meireles. Deixou esse cargo em março de 1970 sendo substituído pelo coronel Sebastião Chaves, e passou a servir, a partir do mes seguinte no Departamento Geral do Pessoal do Exército, como subdiretor da Reserva. Promovido a general-de-divisão em março de 1971, desligou-se daquele órgão. De fevereiro de 1972 a dezembro do ano seguinte, no governo do general Emílio Garrastazu Médici foi comandante do Comando Militar do Planalto e da 11ª Região Militar.

## Vida Pessoal
Era casado com Maria de Lurdes da Câmara Moog, com quem teve uma filha.

## Morte
Faleceu na cidade do Rio de Janeiro no dia 26 de janeiro de 1989.

## Legado
O Museu Histórico "Visconde de São Leopoldo", na cidade gaúcha (RGS) de São Leopoldo, possui várias peças que pertenceram ao General de Divisão Olavo Vianna Moog, tais como: condecorações, espada, etc. Estas peças foram doadas pela família ao Museu Municipal.